# Бжезница (гмина, Вадовицкий повет)
Бжезница (пол. Brzeźnica) — сельская гмина (волость) в Польше, входит как административная единица в Вадовицкий повет, Малопольское воеводство. Население — 9621 человек (на 2007 год).